# Isidoro Arredondo
Isidoro Arredondo (ur. w 1655 w Colmenar de Oreja, zm. w 1702) – hiszpański malarz barokowy. Był uczniem, a później bliskim współpracownikiem Francisca Rizi oraz nadwornym malarzem Karola II.
Do jego głównych dzieł zalicza się San Luis obispo, en Gloria, a także Santa Clara ahuyentando a los infieles con la Eucaristía.